# С небес на землю (фильм)
С небес на землю (англ. Down to Earth) — американский музыкальный фильм-комедия 1947 года, снятый режиссёром Александром Холлом. В главных ролях Рита Хейворт, Роланд Калвер, Ларри Паркс.

## Сюжет
Муза Терпсихора (Рита Хейворт) раздражена тем, что популярный бродвейский продюсер Дэнни Миллер (Ларри Паркс) ставит пьесу, в которой музы изображаются как вульгарные девушки легкого поведения, сражающиеся за внимание пары пилотов ВВС, разбившихся на горе Парнас. Она просит разрешения у Мистера Джордана отправиться на Землю, чтобы улучшить пьесу. Джордан соглашается и посылает с ней посланника 7013 (Эдварда Хортона), чтобы тот присмотрел за ней.
Терпсихора берет имя Китти Пендлтон и быстро получает агента, Макса Коркла (Джеймса Глисона) и роль в шоу. Пока идет репетиция пьесы, Китти пользуется любой возможностью, чтобы сказать Дэнни, что его трактовка муз неверна. Дэнни, Безумно влюбленный в Китти, вскоре убеждается в ее правоте и превращает спектакль из музыкального фарса в возвышенный балет в стиле Марты Грэм, поставленный Марио Кастельнуово-Тедеско.
Дебют новой переделанной пьесы является полным провалом. Дэнни, который в долгу перед гангстерами, которые убьют его, если шоу не будет успешным, не имеет другого выбора, кроме как вернуться к своей первоначальной концепции. Он и Китти ссорятся из-за этого, и Китти готова уйти, когда появляется мистер Джордан и объясняет всю ситуацию. Несмотря на ссору с Дэнни, Китти все еще любит его и решает спасти, даже если это повредит ее репутации и репутации ее сестер. Макс Коркл слышит, как Китти разговаривает с мистером Джорданом, и понимает, что это тот самый небесный посланник, о котором он слышал.
Китти возвращается в мюзикл и исполняет песню «Swingin The Muses» так, как задумал продюсер. Когда мюзикл становится хитом, Терпсихора узнает, что ее время на Земле истекло и она должна вернуться на небеса. После того, как Коркл рассказал полиции о гангстерах, она говорит, что хочет остаться с Дэнни, но теперь она невидима для смертных. Мистер Джордан говорит, что она снова увидит Дэнни и дарует ей видение их возможного воссоединения в загробной жизни.

## В ролях
- Рита Хейворт — Терпсихора / Китти Пендлтон
- Роланд Калвер — мистер Джордан
- Ларри Паркс — Дэнни Миллер
- Джеймс Глисон — Макс Коркл
- Эдвард Эверетт Хортон — посланник 7013
- Адель Джергенс — Джорджия Эванс
- Уильям Хааде — Спайк
- Джеймс Берк — детектив Келли
- Марк Платт — Эдди
- Билли Блэтчер — дирижёр (в титрах не указан)